# Coeliccia fraseri
Coeliccia fraseri – gatunek ważki z rodziny pióronogowatych (Platycnemididae). Znany z czterech stanowisk w górach Khasi (ang. Khasi Hills)  w stanie Meghalaya w północno-wschodnich Indiach.
Gatunek ten opisał Frank Fortescue Laidlaw w 1932 roku w oparciu o siedem okazów samców i dwa samic, odłowiono je w okresie maj–lipiec 1923 roku w okolicach miasta Shillong w stanie Asam (obecnie Meghalaya). Okazy znajdowały się w kolekcji autora, a odłowił je Thomas Bainbrigge Fletcher. Holotyp (samiec) i alotyp (samica) zostały zdeponowane w Muzeum Brytyjskim. Wymiary holotypu: długość odwłoka – 36 mm, długość tylnego skrzydła – 24 mm; wymiary alotypu: długość odwłoka – 35 mm, długość tylnego skrzydła – 24 mm.